# Гарнье, Жорж
Жорж Гарнье́ (фр. Georges Garnier; 1878—1936) — французский футболист, серебряный призёр летних Олимпийских игр 1900.
На Играх 1900 в Париже Гарнье был капитаном французской команды. Его сборная, проиграв Великобритании, но выиграв у Бельгии, заняла второе место и получила серебряные медали.